# 2406 Orelskaya
2406 Orelskaya је астероид главног астероидног појаса са средњом удаљеношћу од Сунца која износи 2,192 астрономских јединица (АЈ).
Апсолутна магнитуда астероида је 13,5.